# Silverörad sångtimalia
Silverörad sångtimalia (Leiothrix argentauris) är en vida spridd asiatisk fågel i familjen fnittertrastar inom ordningen tättingar. Den är mycket populär som burfågel.

## Utseende
Silverörad sångtimalia är en liten (15,5–17 cm) och prydligt färgglad fnittertrast med svart på huvudet, kontrasterande lysande gul näbb gnistrande silverfärgade örontäckare, gult bröst och röd vingfläck på olivgrå ovansida. Hanen har röda undre och övre stjärttäckare, honan matt orangegula.
Fåglar på Sumatra, av vissa urskilda som egen art, skiljer sig genom längre vingar och stjärt, kopparrött istället för orangegult på undre stjärttäckare hos honan samt på nacke och manteln hos båda könen. Vidare är buken mattbrun, ej ljust olivgul, och resten av ovansidan är mer rent olivgrön, ej olivgrå.

## Utbredning och systematik
Silverörad sångtimalia delas in i tio underarter med följande utbredning:
- argentauris-gruppen
  - Leiothrix argentauris argentauris – Himalaya, från Garhwal till Nepal, Sikkim, Bhutan och norra Assam
  - Leiothrix argentauris aureigularis – södra Assam, söder om Brahmaputra, och i Chin Hills i sydvästra Myanmar
  - Leiothrix argentauris vernayi – nordöstra Assam till norra Myanmar och södra Kina (västra Yunnan)
  - Leiothrix argentauris galbana – östra Myanmar till norra Thailand
  - Leiothrix argentauris ricketti – sydöstra Yunnan i södra Kina till norra Indokina
  - Leiothrix argentauris rubrogularis – södra Kina (se Yunnan och Guangxi)
  - Leiothrix argentauris cunhaci – Bolaven i södra Laos, och i södra Annam
  - Leiothrix argentauris tahanensis – bergstrakter på Malackahalvön
- laurinae-gruppen
  - Leiothrix argentauris rookmakeri – högländer på nordvästra Sumatra i Aceh
  - Leiothrix argentauris laurinae – högländer på västra Sumatra

Underarten rubrogularis inkluderas ofta i ricketti samt aureigularis och vernayi i nominatformen. Sedan 2016 urskiljer Birdlife International underarterna rookmakeri och laurinae tillsammans som den egna arten "sumatrasångtimalia" (Leiothrix laurinae).

## Status
IUCN hotkategoriserar underartsgrupperna (eller arterna) var för sig, laurinae som starkt hotad och argentauris i begränsad mening som livskraftig.

## Bilder

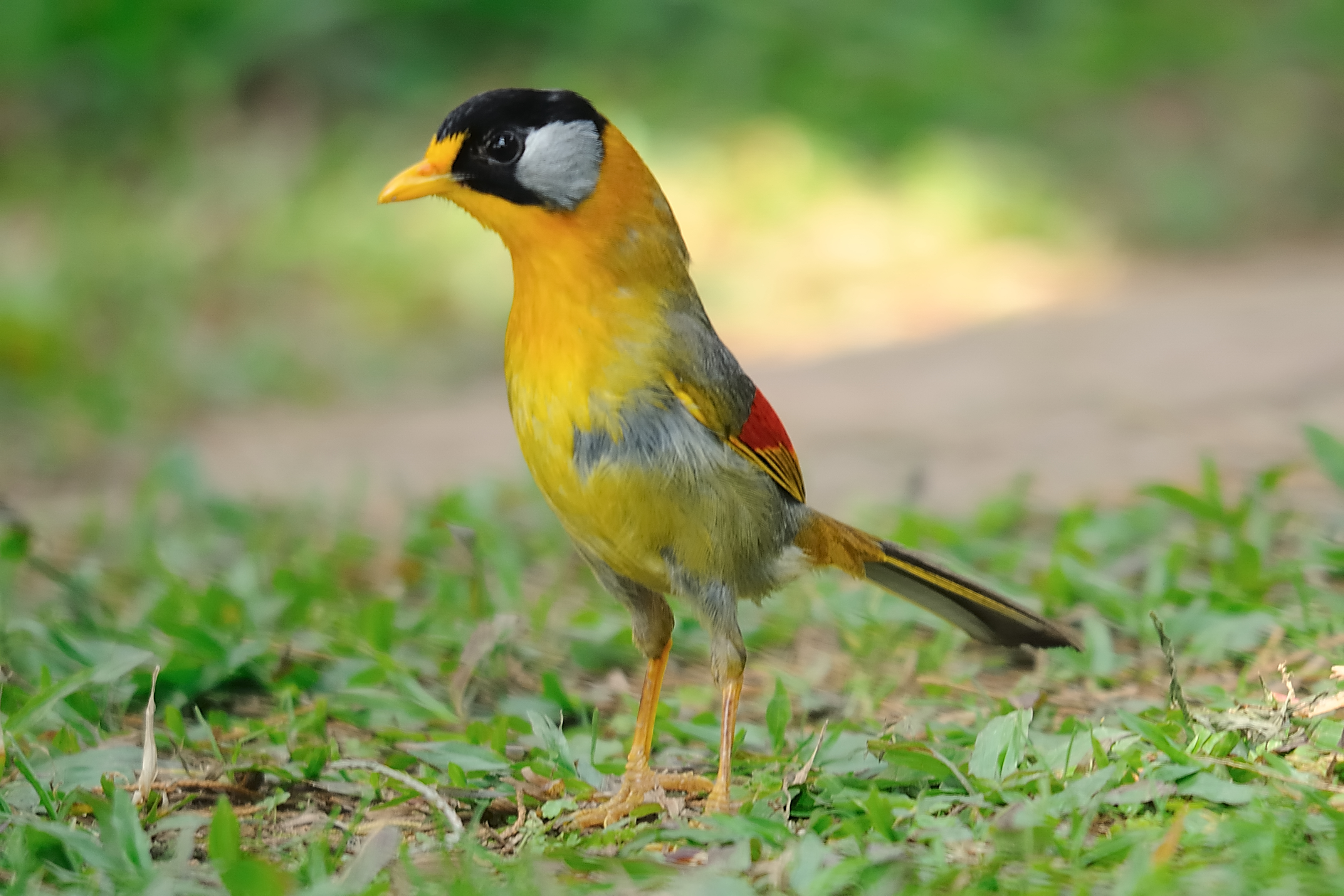
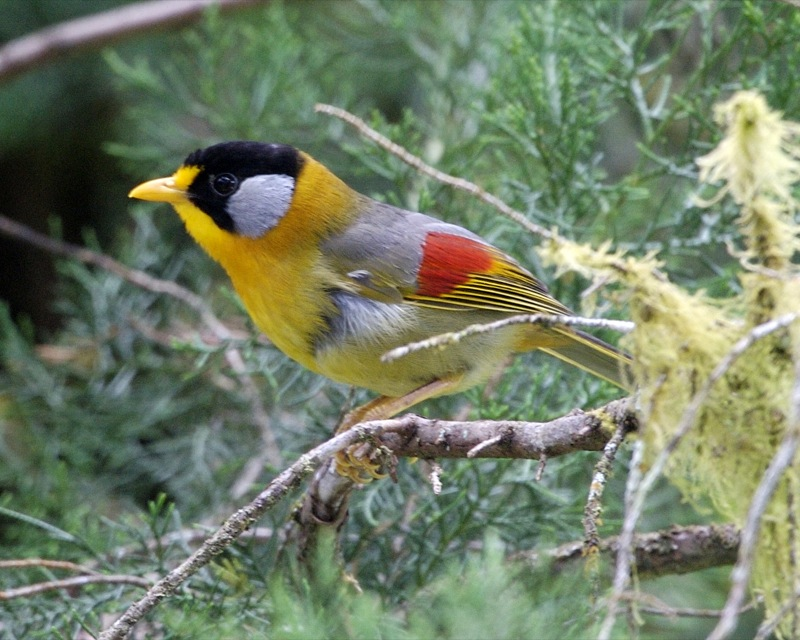
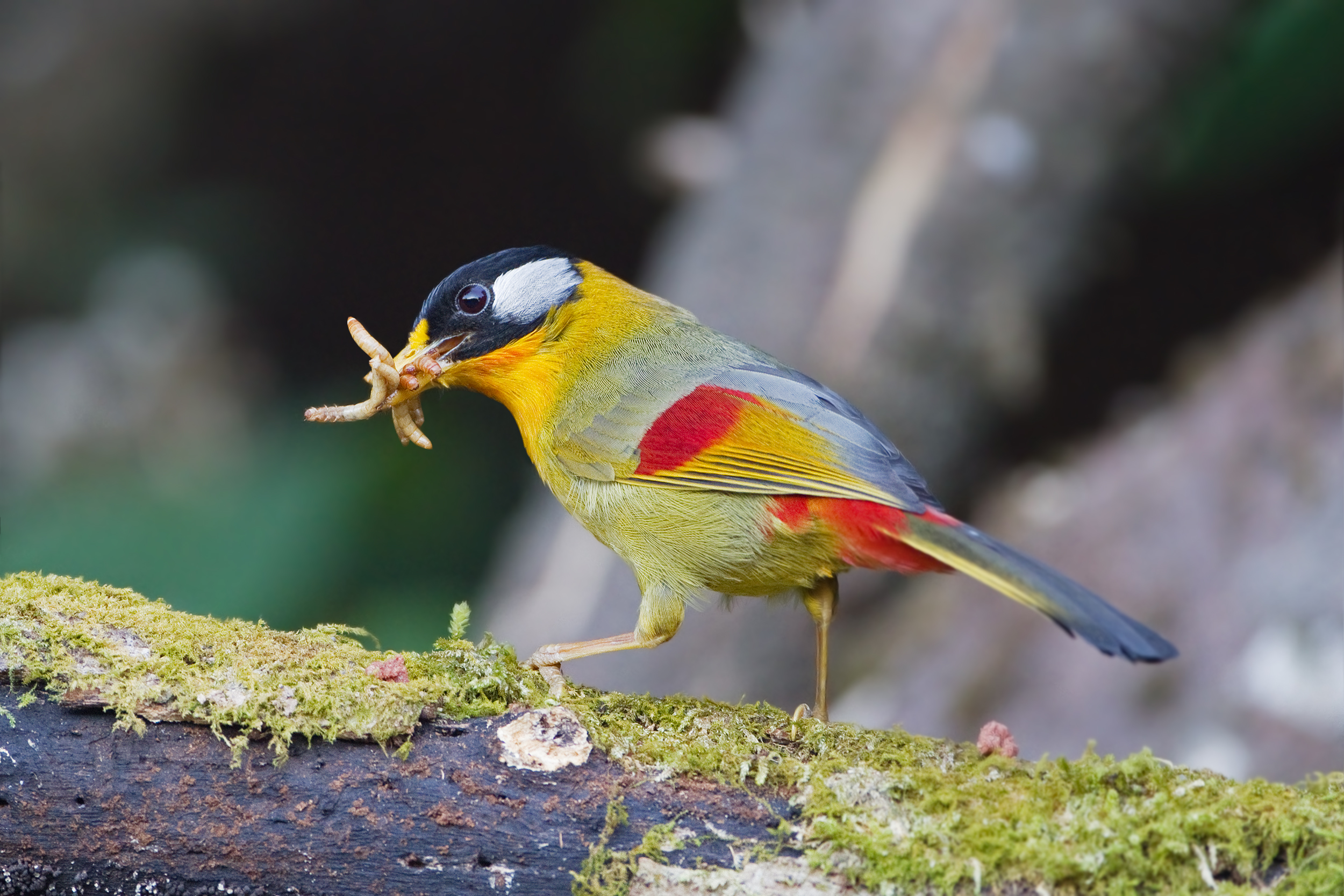
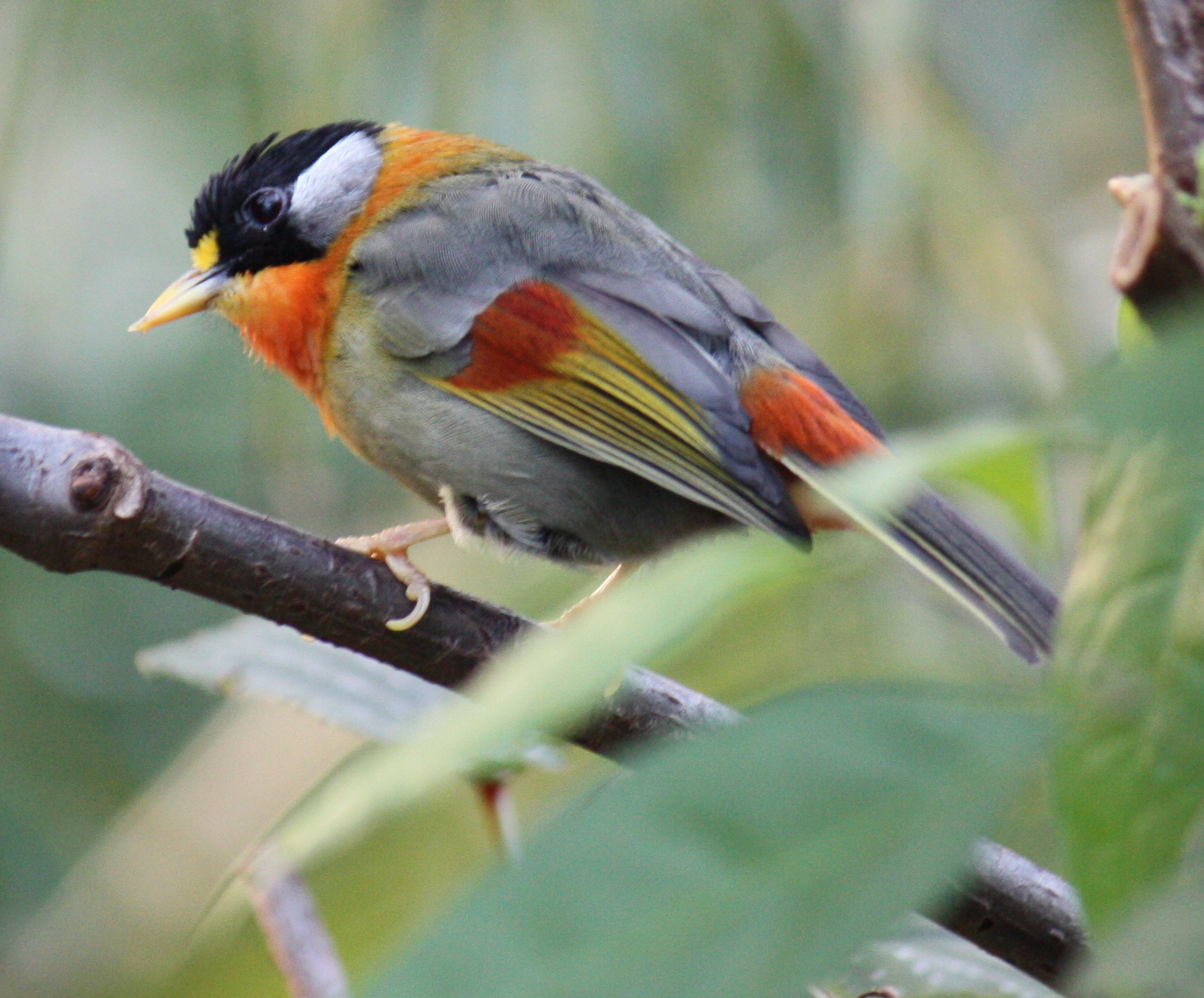
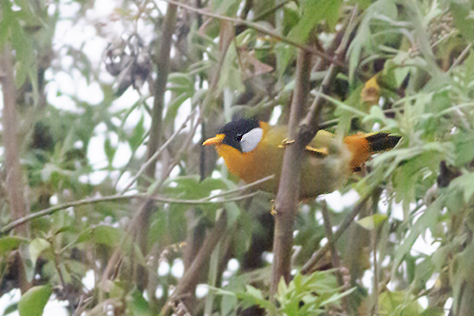